# Tobias Eisele
Tobias Eisele (* 1972) ist ein deutscher Koch. 

## Werdegang
Eisele kochte nach der Ausbildung im Restaurant Brogsitter in Bad Neuenahr-Ahrweiler, dann in der Burg Staufeneck bei Rolf Straubinger.
Dann wurde er Küchenchef in Schreieggs Post in Thannhausen (Schwaben), das 2010 mit einem Michelinstern ausgezeichnet wurde. Im Mai 2010 musste es wegen der Wirtschaftskrise schließen.
Ab August 2010 ist er Küchenchef im Restaurant Maximilians in Oberstdorf, dem seit 2011 ein Michelinstern verliehen wird.
Seit September 2021 ist er Küchenchef im Restaurant Lodners Genusswerkstatt  in Lauingen.

## Auszeichnungen
- 2010: Ein Michelinstern für Schreieggs Post
- 2011: Ein Michelinstern für das Maximilians